# توماس استروس
توماس اِستروس (به سوئدی: Thomas Östros) (زاده ۲۶ ژانویه در گالیواره، سوئد) سیاست‌مدار سوئدی و عضو حزب سوسیال دموکرات است. او وزیر کنونی صنعت و تجارت سوئد است.
در پی سفر محرمانه حسن جلیلی، معاون وقت وزارت امور خارجه ایران به سوئد در روزهای ۵ تا ۷ دسامبر ۲۰۰۵ و دیدار او با توماس اوستروس این قضیه از جانب برخی نشریات سوئدی افشا شد و جنجالی آفرید. حزب کمونیست کارگری ایران به این قضیه اعتراض کرد و هیئت نمایندگی از این حزب (افسانه وحدت و محمد امیرِی) در ۱۹ دسامبر ۲۰۰۵ با مسئول بخش خاورمیانه و آفریقای شمالی وزارت خانهٔ مربوطه، سوزان نیلسون، دیدار کردند و اعتراض خود را اعلام کردند.